# Copa Challenger
La Copa Challenger es una copa hecha de oro que se entregaba en México a aquel equipo que lograra ser campeón tres veces consecutivas (tricampeón), o cinco campeonatos alternados.
En la Liga Mexicana, jugaron dos hermanos Antonio y Jaime Arrechederra en el Real Club España, ellos tuvieron la idea de dar un trofeo a aquel equipo que fuera capaz de lograr un tricampeonato de forma consecutiva o cinco de forma alternada.
Se entregó por primera ocasión en 1916, luego de que España fuera tricampeón en 1913-14, 1914-15 y 1915-16. Posteriormente la recibió América en 1927 tras conquistar los títulos seguidos de 1924-25, 1925-26 y 1926-27. España la recibió nuevamente en 1934 al obtener un quinto título alternado. Esta entrega era únicamente en forma simbólica ya que un equipo tenía que ganarla en 3 ocasiones para conservarla. 
En 1943 con la expansión de la Liga Mayor, los hermanos Arrechederra otorgaron a la Federación Mexicana de Fútbol una copa hecha de oro puro para que fuera entregada a aquel equipo que fuera capaz de alcanzar la cantidad de tres campeonatos consecutivos o cinco en total alternados, ahora en la Primera división mexicana.
La copa la obtuvo el Club Deportivo Guadalajara al lograr tres campeonatos consecutivos en 1959, 1960 y 1961, dejando al León AC cerca de llevársela, ya que estaba a solo un título de obtenerla. A diferencia de las otras instituciones, Guadalajara la conservó en forma definitiva.

## Historial
| Torneo                                        | Temporada | Campeón          | Notas                                                                  |
| --------------------------------------------- | --------- | ---------------- | ---------------------------------------------------------------------- |
| Liga Mexicana de Football Amateur Association | 1916      | Real Club España |                                                                        |
| Liga Mexicana de Football Amateur Association | 1921      | Real Club España | no se le otorgó por el cisma entre la Liga Mexicana y la Liga Nacional |
| Primera División de México                    | 1927      | Club América     |                                                                        |
| Primera División de México                    | 1934      | Real Club España |                                                                        |
| Primera División de México                    | 1961      | CD Guadalajara   | es quien posee la Copa en sus vitrinas.                                |

### Campeonatos por equipo
| Equipo           | Títulos | Años Obtenidas |
| ---------------- | ------- | -------------- |
| Real Club España | 2       | 1916,1934      |
| Club América     | 1       | 1927           |
| CD Guadalajara   | 1       | 1961           |